# Society of London Theatre Special Award
Der Society of London Theatre Special Award (deutsch: Sonderpreis der Society of London Theatre) ist eine Auszeichnung, die seit 1976 im Rahmen der Vergabe der Laurence Olivier Awards in London überreicht wird.

## Geschichte und Hintergrund
Die Laurence Olivier Awards werden seit 1976 jährlich in zahlreichen Kategorien von der Society of London Theatre vergeben. Sie gelten als höchste Auszeichnung im britischen Theater und sind vergleichbar mit den Tony Awards am amerikanischen Broadway. Ausgezeichnet werden herausragende Darsteller und Produktionen einer Theatersaison, die im Londoner West End zu sehen waren. Die Nominierten und Gewinner der Laurence Olivier Awards „werden jedes Jahr von einer Gruppe angesehener Theaterfachleute, Theaterkoryphäen und Mitgliedern des Publikums ausgewählt, die wegen ihrer Leidenschaft für das Londoner Theater“ bekannt sind. Zusätzlich vergeben werden Sonderpreise ohne Wettbewerb, wie der Society of London Theatre Special Award, der seit 1976 fast jedes Jahr verliehen wurde.

## Gewinner

### 1976–1979
| Jahr | Gewinner                        |
| ---- | ------------------------------- |
| 1976 | Save London’s Theatres Campaign |
| 1977 | Harry Loman                     |
| 1978 | Brian Clark                     |
| 1979 | Laurence Olivier                |

### 1980–1989
| Jahr | Gewinner             |
| ---- | -------------------- |
| 1980 | Ralph Richardson     |
| 1981 | Preis nicht vergeben |
| 1982 | Charles Wintour      |
| 1983 | Joan Littlewood      |
| 1984 | Arnold Goodman       |
| 1985 | John Gielgud         |
| 1986 | Preis nicht vergeben |
| 1987 | Preis nicht vergeben |
| 1988 | Alec Guinness        |
| 1989 | Preis nicht vergeben |

### 1990–1999
| Jahr | Gewinner             |
| ---- | -------------------- |
| 1991 | Peggy Ashcroft       |
| 1992 | Ninette de Valois    |
| 1993 | Kenneth MacMillan    |
| 1994 | Sam Wanamaker        |
| 1995 | Preis nicht vergeben |
| 1996 | Harold Pinter        |
| 1997 | Margaret Harris      |
| 1998 | David Mirvish        |
| 1998 | Ed Mirvish           |
| 1999 | Peter Hall           |

### 2000–2009
| Jahr | Gewinner             |
| ---- | -------------------- |
| 2001 | Preis nicht vergeben |
| 2002 | Rupert Rhymes        |
| 2003 | Sam Mendes           |
| 2004 | Judi Dench           |
| 2005 | Alan Bennett         |
| 2006 | Ian McKellen         |
| 2007 | John Tomlinson       |
| 2008 | Andrew Lloyd Webber  |
| 2009 | Alan Ayckbourn       |

### 2010–2019
| Jahr | Gewinner                       |
| ---- | ------------------------------ |
| 2010 | Maggie Smith                   |
| 2011 | Stephen Sondheim               |
| 2012 | Monica Mason                   |
| 2012 | Tim Rice                       |
| 2013 | Michael Frayn                  |
| 2013 | Gillian Lynne                  |
| 2014 | Nicholas Hytner und Nick Starr |
| 2014 | Michael White                  |
| 2015 | Sylvie Guillem                 |
| 2015 | Kevin Spacey                   |
| 2016 | Preis nicht vergeben           |
| 2017 | Kenneth Branagh                |
| 2018 | David Lan                      |
| 2019 | Matthew Bourne                 |

### Seit 2020
| Jahr      | Gewinner                                                                                                |
| --------- | --- |
| 2020      | Don Black                                                                                               |
| 2020      | Ian McKellen                                                                                            |
| 2020      | Besondere Auszeichnung: Jo Hawes, Thelma Holt, Stephen Jameson, Sarah Preece und Peter Roberts          |
| 2021/2022 | Besondere Beachtung: Lisa Burger, Bob King, Gloria Louis, Susie Sainsbury und Sylvia Young              |
| 2023      | Besondere Beachtung: Derek Jacobi und Arlene Phillips                                                   |
| 2024      | Besondere Beachtung: Sylvia Addison, Vereen Irving, Robert Israel, Richard Walton und Susan Whiddington |